# Gare de Saint-Louis-lès-Bitche
Pour les articles homonymes, voir Gare de Saint-Louis.
La gare de Saint-Louis-lès-Bitche, est une ancienne gare ferroviaire française de la ligne de Wingen-sur-Moder à Saint-Louis-lès-Bitche et frontière, située dans l'écart du moulin de la commune de Saint-Louis-lès-Bitche dans le département de la Moselle en région Grand Est.
Elle est mise en service en 1897 par la Direction générale impériale des chemins de fer d'Alsace-Lorraine (EL) pendant l'annexion de l'Alsace-Lorraine.
Elle est fermée au service des voyageurs en 1969 et sans doute vendue après le déclassement de la ligne en 1973 et la dépose des voies en 1974. Le bâtiment est devenu une propriété privée.

## Situation ferroviaire
Établie à 289 mètres d'altitude, la gare terminus de Saint-Louis-lès-Bitche est située au point kilométrique (PK) 2,965 de la ligne de Wingen-sur-Moder à Saint-Louis-lès-Bitche et frontière, après la gare de Meisenthal.

## Histoire
La station de « Münsthal-Saint-Louis » est mise en service le 21 juillet 1897 par la Direction générale impériale des chemins de fer d'Alsace-Lorraine (EL), lorsqu'elle ouvre à l'exploitation la ligne de Wingen à Saint-Louis. À partir de 1938, la gare devient aussi le point de départ de la voie ferrée militaire allant de Saint-Louis à Simserhof,.

## Patrimoine ferroviaire
L'ancienne gare, située dans l'écart du moulin de Saint-Louis-lès-Bitche, à l'ouest du village centre et de la cristallerie, est devenue une propriété privée. 